# 일요문화광장
일요문화광장은 KBS 3라디오에서 방송했던 라디오 프로그램이다.
진행자는 원석현 아나운서이며, 방송시간은 매주 일요일 오후 5시부터 저녁 6시까지이다.

## 역사
2008년 11월 23일 《일요문화센터》로 방송을 시작해, 2010년 4월 25일부터 "일요문화광장"으로 제목을 변경하여 방송했으나, 2011년 11월 6일 방송을 마지막으로 3년만에 폐지되었다.
| KBS 3라디오 일요일 프로그램 |                     |                     |
| 이전                        | 일요문화광장        | 다음                |
| 건강 365                    | 일요문화광장        | 내일은 푸른하늘     |
| 오후 4시 ~ 오후 5시         | 오후 5시 ~ 저녁 6시 | 저녁 6시 ~ 저녁 7시 |
|                             |                     |                     |